# François Auguste de Thou

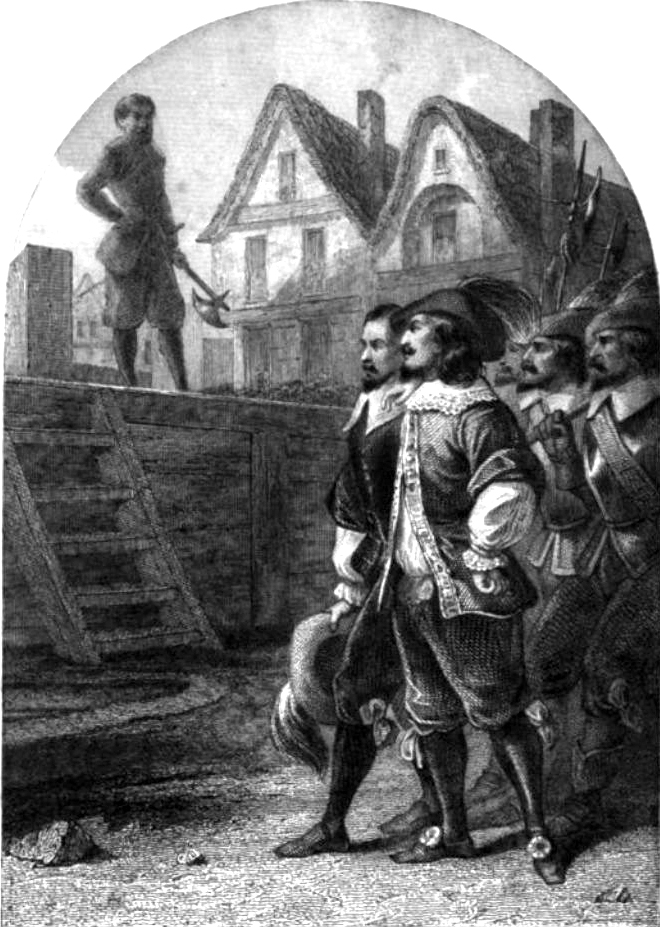
Die Hinrichtung von Cinq-Mars und de Thou, aus: Jules Edouard Alboise du Pujol, Auguste Maquet: Les Prisons de l'Europe, Paris, Administration de librairie, 1845

François Auguste de Thou (* 24. August 1604 in Paris; † 12. September 1642 in Lyon) war ein französischer Magistrat und Conseiller d’État. Er starb durch Enthauptung wegen Majestätsbeleidigung in der Cinq-Mars-Verschwörung.

## Leben
François Auguste de Thou ist der älteste Sohn von Jacques-Auguste de Thou († 1617) und Gasparde de la Chastre, sein Pate ist der Kardinal François de Joyeuse. Von seinem Vater erbte er das Amt des Maître de la Librairie, überließ die Amtsführung aber Nicolas Rigault, dem Garde der Bibliothek des Königs. 1626 war er Berater im Parlement von Paris und kurz darauf Conseiller d’État. Von 1632 bis 1635 war er Intendant von Burgund und Intendant der Armeen bei Kardinal Louis de Nogaret de La Valette.
Als Sammler besaß er den Minuscule 601, ein Manuskript eines Teils des Neuen Testaments in Altgriechisch aus dem 13. Jahrhundert, das Colbert der Königlichen Bibliothek schenkte und das sich heute in der Bibliothèque nationale de France befindet (Signatur Gr. 104).
Später beging er die Unvorsichtigkeit, sich mit Gaston d’Orléans, dem Bruder des Königs, dem Marquis Louis d‘Astarac de Fontrailles und anderen Gegnern des Kardinals Richelieu zu verbünden, der ihm daraufhin de facto alle Ämter entzog. Seine Vermittlung zwischen Königin Anne d’Autriche und der Herzogin von Chevreuse wurde ihm verziehen, aber er stürzte mit dem Marquis de Cinq-Mars, einem Günstling des Königs Ludwig XIII., der als Großstallmeister von Frankreich Monsieur le Grand genannt wurde. Am 13. Juni 1642 wurden er und Cinq-Mars in Narbonne festgenommen, Thou gab in den Verhören aber seine Verbindungen zu Spanien nicht preis, und sein Schweigen wurde ihm als Verbrechen angerechnet: Ein Vertrag mit einer fremden Macht ohne die Zustimmung des Königs galt als Majestätsbeleidigung.
Richelieu und Ludwig XIII. ordneten daraufhin am 3. September 1642 ihre Verbringung nach Lyon und ihre Inhaftierung in der Burg Pierre Scize an. Cinq-Mars und de Thou wurden vor Gericht gestellt und zum Tode verurteilt.
Beide wurden am 12. September in Lyon auf der Place des Terreaux hingerichtet. Ihr Martyrium wurde zu einem Massaker, da ihr Henker unerfahren war. Der Leichnam von François Auguste de Thou wurde in der Karmelitenkirche in Lyon beigesetzt, sein Herz in Paris in der Kirche Saint-André-des-Arts, die heute nicht mehr existiert.